# الهيئة المستقلة للنقل في باريس للتنمية
شركة الهيئة المستقلة للنقل في باريس للتنمية (بالفرنسية:  Régie Autonome des Transports Parisiens - Développement وبالاختصار: RATP Dev) هي شركة مساهمة فرعية تابعة لمجموعةالهيئة المستقلة للنقل في باريس أنشئت عام 2002، وتهدف إلى تنمية أنشطة المجموعة في الأسواق وإلى صيانة شبكات التنقل المدني والحضري وفق الشبكة «التاريخية» للهيئة المستقلة للنقل في باريس في منطقة باريس.
تتواجد شركة الهيئة المستقلة للنقل في باريس للتنمية في 14 بلدا وهي: فرنسا وجنوب إفريقيا والجزائر والمملكة السعودية والصين وكورية الجنوبية والولايات المتحدة والهند وإيطاليا والمملكة المغربية والفلبين وقطر والمملكة المتحدة وسويسرا.

## أنشطة

### قطار
- حدود|رتبة=noviewer|20x20بك على Gautrainالإقليمية القطار السريع في مقاطعة غوتنغ ، ربط جوهانسبرغ، بريتوريا ومطار أو آر تامبو (منذ 2010);[3]
- حدود|رتبة=noviewer|20x20بك المستقبل CDG Express, القطار السريع بين باريس-هو ومطار باريس-شارل ديغول (في إطار groupement مرحبا باريس مع Keolis)[4] · ;[5]
- حدود|رتبة=noviewer|20x20بك "La Ferroviaria Italiana"، وهما الإقليمية خطوط السكك الحديدية في توسكانا (الأقلية).[6]

### نقل رسيع
- حدود|رتبة=noviewer|20x20بك خطوط 1 و 2 من المستقبل مترو الرياض (العقد 12 سنة)[7] · ;[8]
- حدود|رتبة=noviewer|20x20بك الجزائر مترو (منذ عام 2011)، ترامواي الجزائر (منذ عام 2012)، ترامواي وهران (منذ 2013), ترامواي قسنطينة (منذ 2013), ترامواي سيدي بلعباس (منذ عام 2017), ترامواي ورقلة (منذ 2018), الترام من سطيف (منذ 2018)[9] · [10] · [11] · ;[12]
- حدود|رتبة=noviewer|20x20بك الترام من هونغ كونغ (منذ عام 2009 في إطار اتحاد مع ترانزديف);[13]
- حدود|رتبة=noviewer|20x20بك خط 9 من سيول مترو (منذ عام 2009 في إطار اتحاد مع ترانزديف);[14]
- حدود|رتبة=noviewer|20x20بك الشمس رابط توكسون (منذ 2014);[15]
- حدود|رتبة=noviewer|20x20بك الترام واشنطن، D. C. (منذ 2016);[16]
- حدود|رتبة=noviewer|20x20بك Orlyval (باسم RATP);[17]
- حدود|رتبة=noviewer|20x20بك الترام من فالنسيان (منذ عام 2015);[18]
- حدود|رتبة=noviewer|20x20بك خط 1 من مومباي مترو (منذ 2014 في إطار اتحاد مع ترانزديف);[19]
- حدود|رتبة=noviewer|20x20بك الترام من فلورنسا (منذ 2010)[20] · ;[21]
- حدود|رتبة=noviewer|20x20بك الدار البيضاء Tramway (منذ عام 2012، متجددة بحلول نهاية عام 2017 حتى نهاية عام 2029);[22]
- حدود|رتبة=noviewer|20x20بك خط 1 من مترو السكك الحديدية الخفيفة مانيلا (المساعدة التقنية منذ 2014);[23]
- حدود|رتبة=noviewer|20x20بك المستقبل مترو الدوحة وقطار النقل الخفيف في مدينة لوسيل (20 عاما العقد عبر RKH Qitarat ، وهي مشروع مشترك شكلتها حمد (51 %) Keolis-RATP Dev (49 %)).[24]

### شبكة حوافل

#### في فرنسا
- AggloBus أن بورجيس (منذ عام 2011، المتجدد للفترة 2017-2022);[25]
- Aléo إلى مصانع (منذ عام 2012);[26]
- Dreux, Vernon, Gisors, على Andelys ولورديس مع السيارات Jacquemard;[27]
- السيارات بيرييه، واحدة من مشغل الشبكة Sqybus (Saint-Quentin-en-Yvelines, فرنسا) ;
- شبكة CTRL تخدمالتكتل من لوريان (للفترة 2018-2022);[28]
- فإنه الحافلات تغطي الجزء الشمالي من إيفلين قسم وجزء من فال دواز ;
- شبكة Impulsyon من La Roche-sur-Yon (منذ عام 2010، المتجدد للفترة 2017-2023);[29]
- Kicéo إلى الصمامات (للفترة 2017-2023);[30]
- يذهب إلى فيينا (منذ عام 2011);[31]
- Vib إلى فييرزو (منذ عام 2011, إلى أن يجدد في عام 2015، لمدة 8 سنوات);[32]
- Marinéo إلى بولوني-on-Sea (للفترة 2013-2020);[33]
- Mouvéo إلى Epernay (منذ 2016);[34]
- Ondéa إلى Aix-les-Bains ومحيطها (2015-2020);[35]
- بام 91 و 92 و 93 و 95 والطلب على النقل للأشخاص ذوي الاحتياجات الخاصة في إداراتEssonne، Hauts-de-Seine، Seine-Saint-Denis ، فال دواز ;
- STIVO في سرغي-بونتوا ;
- تاك في أنماس (شركة تابعة شركة يملكها مع GPT);[36]
- تاك إلى شارلفيل-Mézières وسيدان (2012 إلى الوقت الحاضر المتجدد للفترة 2017-2024);[37]
- TUL إلى لاون (2016-2022);[38]
- Transvilles إلى فالنسيان (منذ عام 2015) ;
- ثلاثة express خطوط من قبل المدرب عبر الطريق السريع A14في منطقة باريس.

#### في الخارج
- حدود|رتبة=noviewer|20x20بك في المملكة العربية السعودية:
  - الرياض: مستقبل شبكة من الحافلات الحضرية (منذ 2014 شبكة مع أسطول من حوالي 1000 مركبة موزعة على ثلاثة مستودعات التشغيل والصيانة لمدة 10 سنوات من عام 2016، 20 % من التجمع مع سابتكو)[39] · [40] · .[41]

- حدود|رتبة=noviewer|20x20بك في الصين:
  - تشينغ Zhongbei, تشينغ (في إطار اتحاد مع ترانزديف).[42]

- حدود|رتبة=noviewer|20x20بك في إيطاليا:
  - Autolinee Toscana, خطوط المسافات الطويلة عن طريق الحافلات في توسكانا;[43]
  - أهداب إيطاليا، في لاتسيو المنطقة.[44]

- حدود|رتبة=noviewer|20x20بك في الولايات المتحدة:
  - رأس المال المتروباص، أوستن, تكساس: 79 خطوط 250 الحافلات، 21 مليون مسافر سنويا (منذ عام 2012، التي يتم تجديدها في عام 2015);[45]
  - شبكة «DC دائري» من واشنطن, D. C. : 6 الصفوف، 72 حافلة (2018);[46]
  - LakeXpress, مقاطعة Lake, فلوريدا (7 طرق 54 مركبة، عقد إدارة لمدة عام 2017);[47]
  - رود رنر، كاليفورنيا (> 200 مركبة، حصلت في عام 2018);[48]
  - سانتا ماريا في مدينة العبور (SMAT), سانتا ماريا بكاليفورنيا (منذ 2018);[49]
  - مقاطعة يوما منطقة العبور، أريزونا (منذ 2018).[50]

- حدود|رتبة=noviewer|20x20بك في المملكة المتحدة:
  - لندن: خلال شركاتها الثلاثة المتحدة لندن Busways, جودة الخط (المكتسبة في 13 أغسطس كما ابسوم المدربين), لندن السيادية (المكتسبة في 13 أغسطس)، RATP Dev هي واحدة من مشغلي الحافلات من لندن الكبرى على وسائل النقل في لندن (TfL) مع ما مجموعه 70 الحضرية خطوط 1 177 المركبات و 3 335 الموظفين موزعة على أحد عشر الودائع، تحمل حوالي 271 مليون مسافر سنويا[51] · [52] · ;[53]
  - «الأصفر الحافلات» في بورنموث (حافلة حررت منذ عام 2011);[54]
  - مدرب Selwyns (92 المركبات ومقرها في مانشستر، Runcorn و St Helens);[55]
  - الهواء ديكر، خدمة الحافلات وقد حرر تربط بينمطار بريستول وحمام (منذ عام 2011).[56]

### أخرى
- حدود|رتبة=noviewer|20x20بك حدود|رتبة=noviewer|20x20بك جولات لمشاهدة معالم المدينة بواسطة الحافلة ذات الطابقين: «باريس OpenTour» باريس «الأصلي» جولة لندن (المكتسبة في 13 أغسطس) وحوض استحمام شركة الحافلات في عدة مدن في المملكة المتحدة (حوض استحمام، كارديف، ايستبورن ووندسور)[57] · ;[58]
- حدود|رتبة=noviewer|20x20بك على Salève التلفريك (منذ عام 2013 في إطار مجموعة، جنبا إلى جنب مع TPG و Pomagalski);[59]
- حدود|رتبة=noviewer|20x20بك «الشريحة»، خدمة النقل المشتركة حافلة صغيرة (microtransit) في المنزل - عمل رحلات إلى بريستولفي جنوب غرب انكلترا (منذ 13 أغسطسبالشراكة مع بدء التشغيل الفرنسية بادام)[60] · .[61]
- RATP Dev من عام 2018، «المكتب الإقليمي» مخصصة آسيا والمحيط الهادئ في سنغافورة دون الحاجة إلى النشاط التشغيلي في المدينة-الدولة.[62]

## الشخصيات الرئيسية
| 2013                      | 2014                        | 2015 | 2016  | 2017           |
| ------------------------- | --------------------------- | ---- | ----- | -------------- |
| قيمة التداول (مليون يورو) | 835قالب:Référence souhaitée | 914  | 1 114 | 1 100 (تقريبا) |

## إدارة
الهيئة المستقلة للنقل في باريس للتنمية تديرها هيئة جماعية مديرها لوغانس باطل منذ 1 يناير 2017. 

## القديمة الأنشطة
- خط 4 من مترو ساو باولو، البرازيل (المساعدة التقنية لإعداد التكليف وبدء العمليات في عام 2010، المشاركة في الامتياز ViaQuatro بمعدل 1% حتى عام 2015)، [67] · [68]
- الترام من ريو دي جانيرو، البرازيل (المساعدة التقنية لإعداد التكليف وبدء العمليات في عام 2016);[69]
- الترام في شنيانج، الصين (2013 ؟)[70] · ;[71]
- Fullington السيارات شركة حافلات كلية ولاية (بنسلفانيا), الولايات المتحدة (التي حصل عليها في عام 2009 والتي تباع في 2017);[72]
- جولة لمشاهدة معالم المدينة في الحافلة ذات الطابقين «حلقة مفتوحة» في نيويورك، الولايات المتحدة، (من 13 أغسطس إلى 2017, بيع كبيرة جولات الحافلة) · ;[73]
- STI Aude و STI Nièvre, فرنسا (تباع على استعداد للمغادرة في عام 2018);[74]
- السكك الحديدية الخفيفة مانشستر، المملكة المتحدة (بين 13 أغسطس و 13 أغسطس, عقد متجدد)[75] · .[76]